# Pierre Allemane
Pierre Allemane (Montpellier, 19 de janeiro de 1882 - 24 de maio de 1956) foi um futebolista francês, medalhista olímpico.
Pierre Allemane competiu nos Jogos Olímpicos de Verão de 1900 em Paris. Ele ganhou a medalha de prata como membro do Club Français, que representou a França nos Jogos.